# Freedom (journal)
Pour les articles homonymes, voir Freedom.

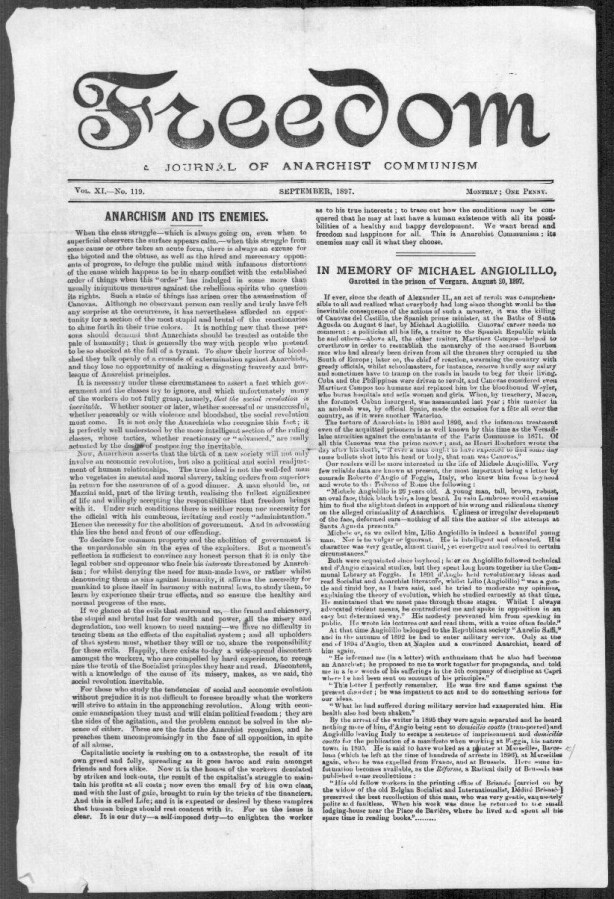
Septembre 1897.

Freedom est un journal anarchiste fondé à Londres en octobre 1886 par Charlotte Wilson et Pierre Kropotkine.
D'abord sous-titré Journal du socialisme anarchiste, celui-ci changera à partir de juin 1889 pour devenir le Journal du communisme anarchiste.

## Histoire
Dès ses origines, Freedom n'est pas l’outil d’expression d’un groupe particulier, mais une voix indépendante au sein du mouvement social.
Parallèlement au journal, Freedom Press développe une activité éditoriale d'auteurs étrangers comme Kropotkine, Malatesta, Jean Grave, Gustav Landauer, Max Nettlau, Domela Nieuwenhuis, Émile Pouget, Emma Goldman, Alexander Berkman, Proudhon, Bakounine, mais aussi de quelques Britanniques dont Herbert Spencer, William Morris, etc.
Pendant la guerre d’Espagne le titre s'efface et devient Spain and the World entre décembre 1936 et décembre 1938.
Au début de la Seconde Guerre mondiale, War Commentary sort des presses de Freedom entre novembre 1939 et août 1945. Freedom Press s’implique dans les activités antimilitaristes ce qui provoque l'incarcération de trois des éditeurs en 1945.
En août 1945, le journal reprend le nom de Freedom, et est publié tous les quinze jours. C’est une publication anarchiste indépendante de toute organisation politique ou syndicale.

## Articles traduits en français
- Errico Malatesta, Anarchistes partisans du Gouvernement, avril 1916[2].

## Iconographie
- Anarchist archives : fac-similés des premiers numéros, voir en ligne.

## Notices
- L'Éphéméride anarchiste : notice.
- Centre International de Recherches sur l'Anarchisme (Lausanne) : notice bibliographique.
- Daily Bleed's Anarchist Encyclopedia : Freedom newspaper (1886-).